# المپیک تابستانی ۱۹۲۴
المپیک تابستانی ۱۹۲۴ (در انگلیسی: Games of the VIII Olympiad) که به‌طور رسمی با نام «بازی‌های المپیاد هشتم» شناخته می‌شود، از ۴ مه تا ۲۷ ژوئیه ۱۹۲۴ میلادی در شهر پاریس، در کشور فرانسه و با حضور ۳٬۰۸۹ ورزشکار زن و مرد از ۴۴ کشور جهان و در ۱۷ رشته ورزشی برگزار شد.

## انتخاب میزبان
کاندیداها:
1. آمستردام-پادشاهی هلند
2. بارسلون-پادشاهی اسپانیا
3. پراگ-چکسلواکی
4. رم-ایتالیای فاشیستی (۱۹۲۲ تا ۱۹۴۳)
5. لس آنجلس-ایالات متحده آمریکا
6. پاریس-فرانسه (برای دومین بار)

انتخاب: پاریس (برای دومین بار)
محل رای‌گیری: لوزان-سوئیس

## ورزش‌ها
- ورزش‌های آبی
  -  شیرجه (5)
  -  شنا (11)
  -  واترپلو (1)
- دو و میدانی (27)
- بوکس (8)
- دوچرخه‌سواری
  - جاده (2)
  - پیست (4)
- سوارکاری
  - درساژ (1)
  - اونتینگ (2)
  - پرش نمایشی (2)
- شمشیربازی (7)
- فوتبال (1)
- ژیمناستیک
  - هنری (9)
- پنج‌گانه مدرن (1)
- چوگان (1)
- روئینگ (7)
- راگبی
  -  راگبی ۱۵ نفره (1)
- قایقرانی بادبانی (3)
- تیراندازی (10)
- تنیس (5)
- وزنه‌برداری (5)
- کشتی
  - آزاد (7)
  - فرنگی (6)

### ورزش‌های غیررسمی
- پیلوتای باسکی
- قایقرانی
- ژو دو پوم
- کن
- ساواته
- والیبال
- بیسبال

## کشورهای شرکت کننده
| - آرژانتین (۷۷) - استرالیا (۳۶) - اتریش (۴۹) - بلژیک (۱۷۲) - برزیل (۱۲) - بلغارستان (۲۴) - کانادا (۶۵) - شیلی (۱۱) - کوبا (۹) - چکسلواکی (۷۰) - دانمارک (۸۹) - اکوادور (۳) - مصر (۳۳) - استونی (۴۴) - فنلاند (۹۰) - فرانسه (۴۰۱) - بریتانیای کبیر (۲۳۹) - یونان (۲۶) - هائیتی (۸) - مجارستان (۸۹) - هند (۷) - ایرلند (۳۹) - ایتالیا (۲۰۰) - ژاپن (۹) - لتونی (۴۱) - لیتوانی (۱۳) - لوکزامبورگ (۲۲) - مکزیک (۱۳) - موناکو (۷) - هلند (۱۵۳) - نیوزیلند (۴) - نروژ (۶۲) - فیلیپین (۱) - لهستان (۶۵) - پرتغال (۳۰) - رومانی (۵۱) - آفریقای جنوبی (۳۰) - اسپانیا (۱۲۹) - سوئد (۱۰۸) - سوئیس (۷۵) - ترکیه (۳۱) - ایالات متحده آمریکا (۲۹۹) - اروگوئه (۳۱) - یوگسلاوی (۳۷) |

## جدول مدال‌ها
| رتبه | کشورها              | طلا | نقره | برنز | مجموع |
| 1    | ایالات متحده آمریکا | ۴۵  | ۲۷   | ۲۷   | ۹۹    |
| 2    | فنلاند              | ۱۴  | ۱۳   | ۱۰   | ۳۷    |
| 3    | فرانسه (میزبان)     | ۱۳  | ۱۵   | ۱۰   | ۳۸    |
| 4    | بریتانیای کبیر      | ۹   | ۱۳   | ۱۲   | ۳۴    |
| 5    | ایتالیا             | ۸   | ۳    | ۵    | ۱۶    |
| 6    | سوئیس               | ۷   | ۸    | ۱۰   | ۲۵    |
| 7    | نروژ                | ۵   | ۲    | ۳    | ۱۰    |
| 8    | سوئد                | ۴   | ۱۳   | ۱۲   | ۲۹    |
| 9    | هلند                | ۴   | ۱    | ۵    | ۱۰    |
| 10   | بلژیک               | ۳   | ۷    | ۳    | ۱۳    |